# Alexandre Vieira Pinto Alves Costa
Alexandre Vieira Pinto Alves Costa (Porto, 2 de fevereiro de 1939) é um arquiteto português.
Frequentou o curso de Arquitetura na Escola Superior de Belas Artes do Porto, após o qual estagiou no Laboratório Nacional de Engenharia Civil com Nuno Portas, tendo obtido o diploma de Arquiteto em 1966.